# Erica McLain

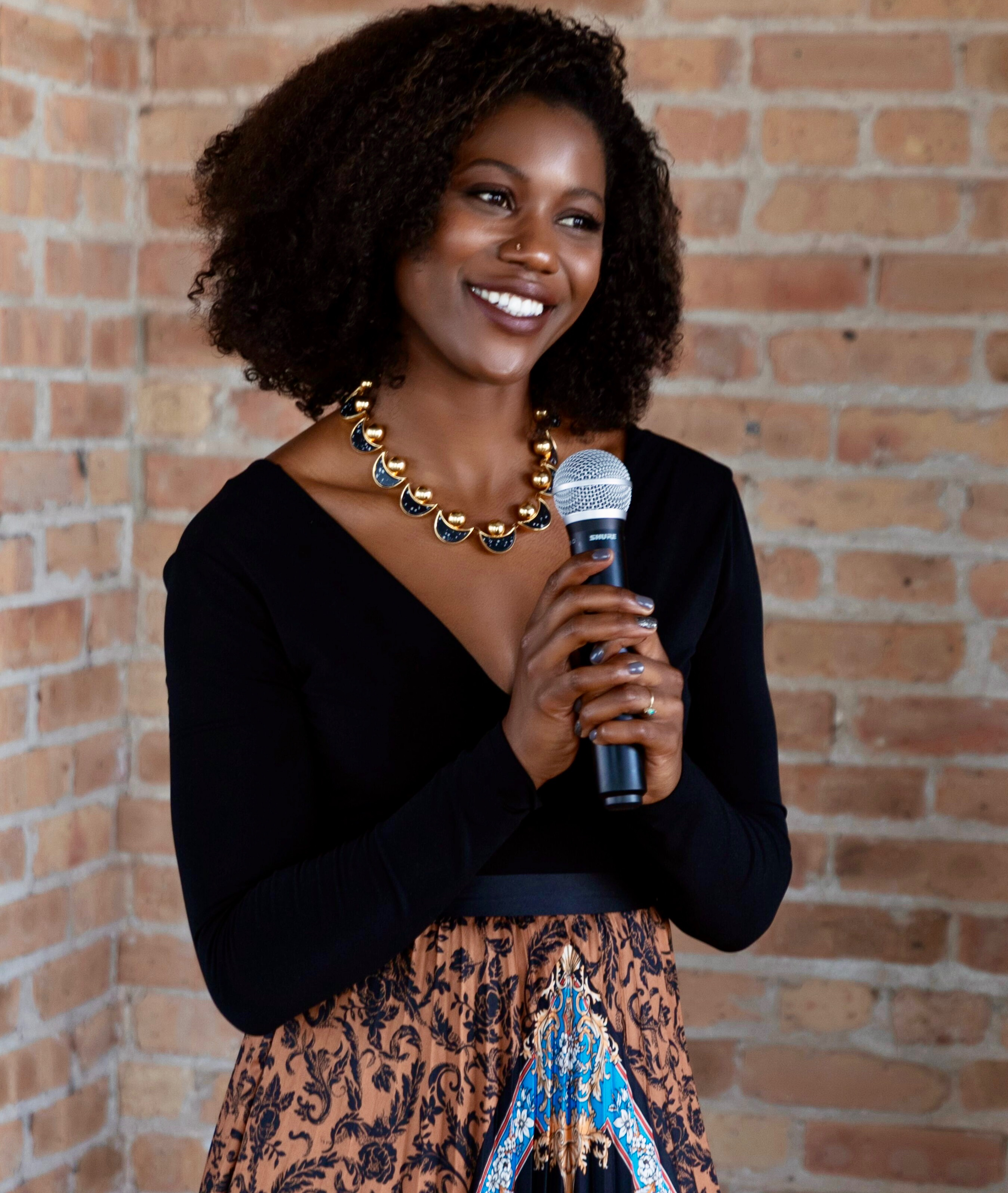
Erica McLain, 2021

Erica McLain (* 24. Januar 1986 in Columbus, Ohio) ist eine US-amerikanische Dreispringerin.
2005 fuhr sie als US-Meisterin zu den Weltmeisterschaften in Helsinki, schied jedoch in der Qualifikation aus.
2007 wurde sie NCAA-Hallenmeisterin und NCAA-Vizemeisterin im Freien. Im Jahr darauf errang sie den NCAA-Titel und qualifizierte sich als Dritte der US-Ausscheidungskämpfe für die Olympischen Spiele in Peking, kam jedoch nicht über die Vorrunde hinaus. 2009 wurde sie US-Vizemeisterin und scheiterte bei den Weltmeisterschaften in Berlin in der Qualifikation. 2010 wurde sie US-Meisterin und Achte beim Continental-Cup in Split.

## Persönliche Bestleistungen
- Weitsprung: 6,56 m, 12. Juni 2008, Des Moines
  - Halle: 6,50 m, 14. März 2008, Fayetteville
- Dreisprung: 14,33 m, 3. Juli 2010, Eugene
  - Halle: 14,20 m, März 2008, Fayetteville